# Impatiens cyclosepala
Impatiens cyclosepala är en balsaminväxtart som beskrevs av Joseph Dalton Hooker och W. W. Smith. Impatiens cyclosepala ingår i släktet balsaminer, och familjen balsaminväxter. Inga underarter finns listade i Catalogue of Life.